# Naciria
Naciria es una ciudad al norte de Argelia, perteneciente a la daira de Naciria, en la Provincia de Boumerdès, tiene una población de 15,387 habitantes.